# Moderato Wisintainer
Moderato Wisintainer (ur. 14 lipca 1902 w Alegrete, zm. 31 stycznia 1986 w Pelotas) – brazylijski piłkarz grający na pozycji napastnika.

## Kariera klubowa
Karierę zaczął w klubie 14 de Julho Santana do Livramento w 1920. Następne lata (1921–1922) spędził we Palestra Itália, po czym przeniósł się w 1924 roku do CR Flamengo, w którym spędził 7 lat. Z Flamengo zdobył mistrzostwo stanu Rio de Janeiro – Campeonato Carioca w 1925, 1927. Karierę zakończył w Guarany, gdzie grał w latach 1931–1932.

## Kariera reprezentacyjna
W latach 1925–1930 występował w reprezentacji Brazylii, w której zadebiutował 6 grudnia 1925 w wygranym 5-2 meczu z Paragwajem podczas Copa América 1925, na której Brazylia zajęła 2. miejsce. Z reprezentacją Brazylii pojechał na mistrzostwa świata w 1930 w Urugwaju, gdzie wystąpił w wygranym 4-0 meczu z reprezentacją Boliwii, w którym strzelił 2 bramki. Był to zarazem jego ostatni mecz w reprezentacji. W sumie w reprezentacji rozegrał 5 meczów i strzelił 2 bramki.